# 塔斯汀

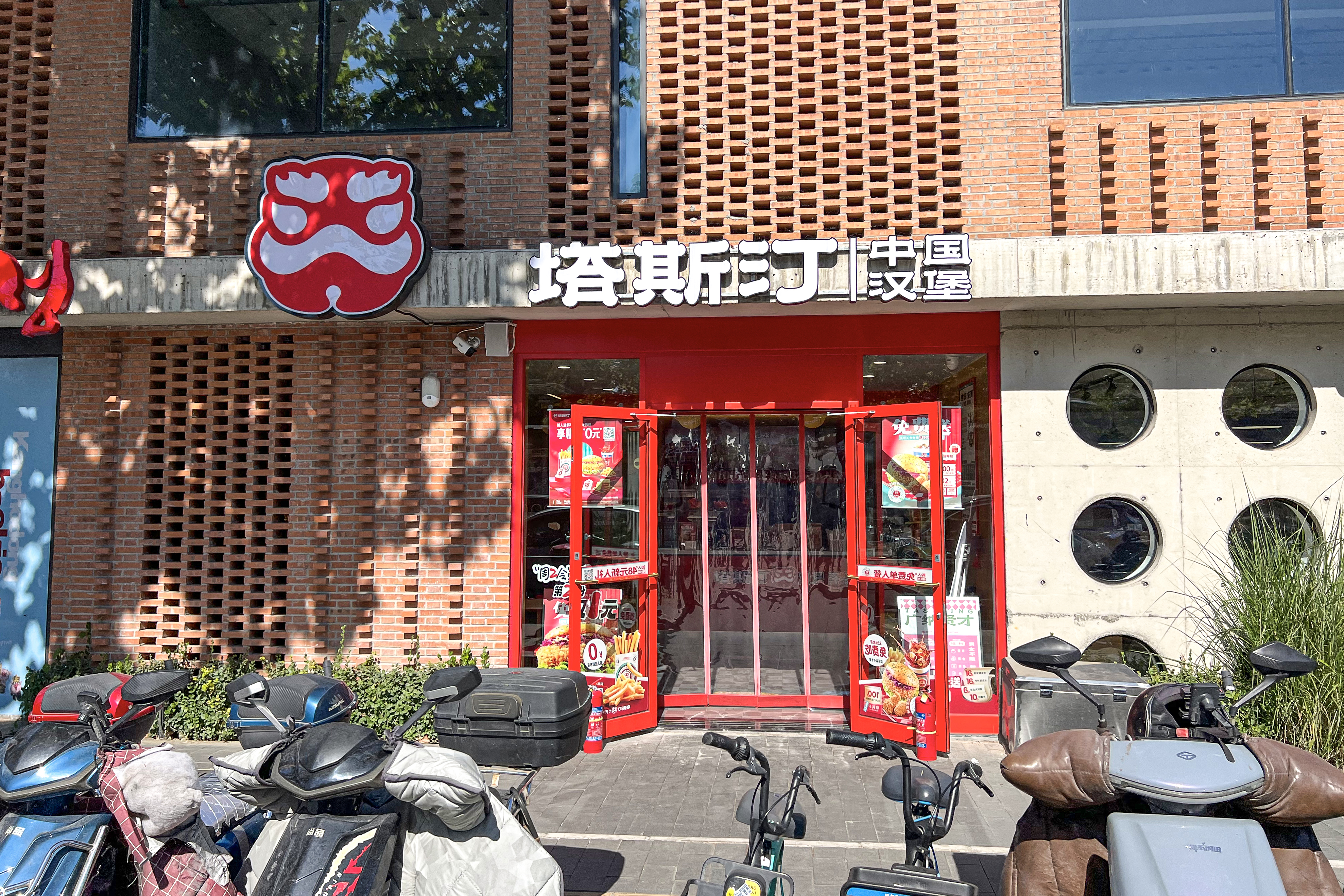
位于北京万红路的塔斯汀中国汉堡店

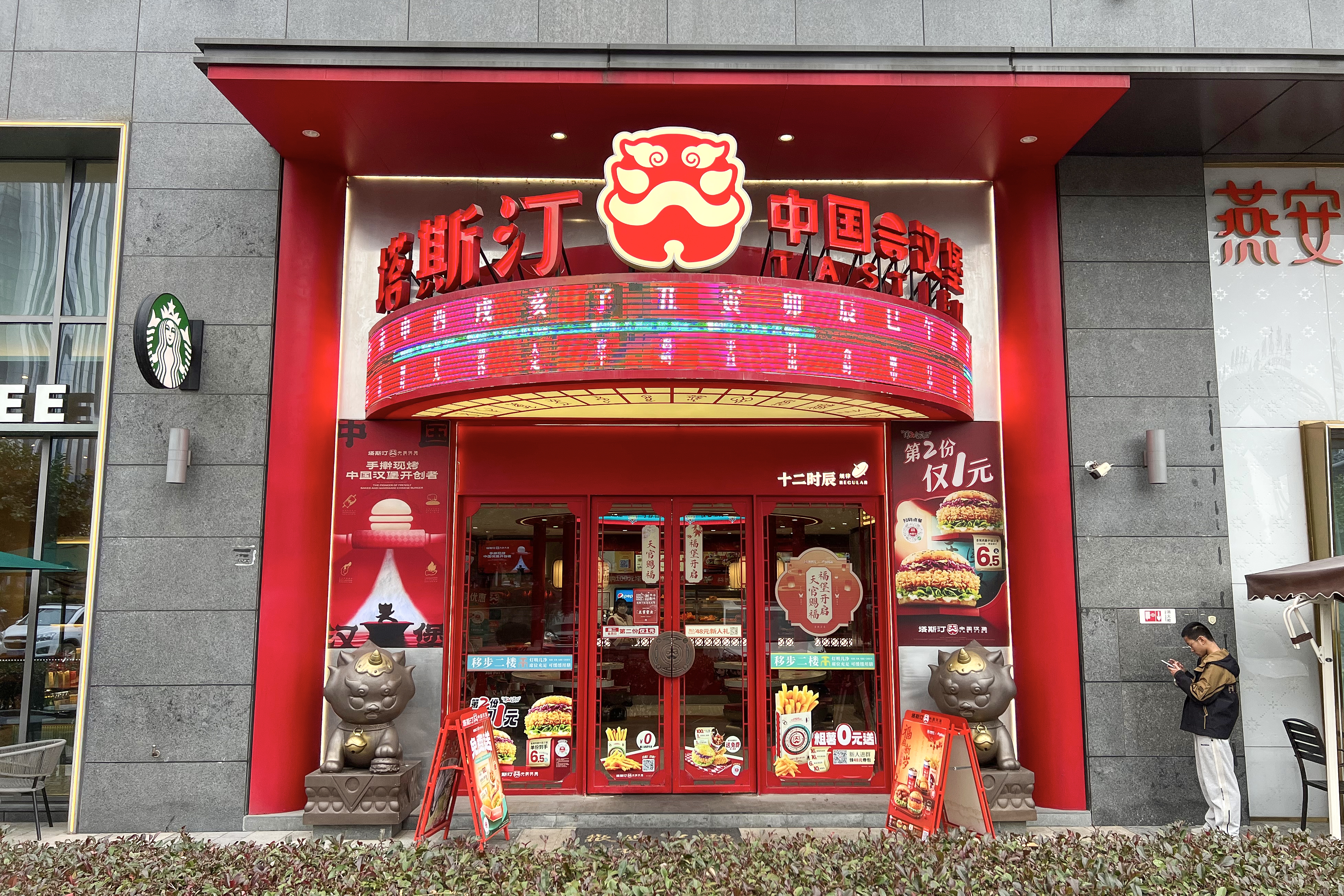
位于福州高新区华建大厦的塔斯汀门店，该建筑23层即为其总部

塔斯汀（英語：Tastien），全稱塔斯汀中國漢堡，是福州塔斯汀餐飲管理有限公司运营的西式快餐品牌，以“中国汉堡”作为卖点。

## 历史

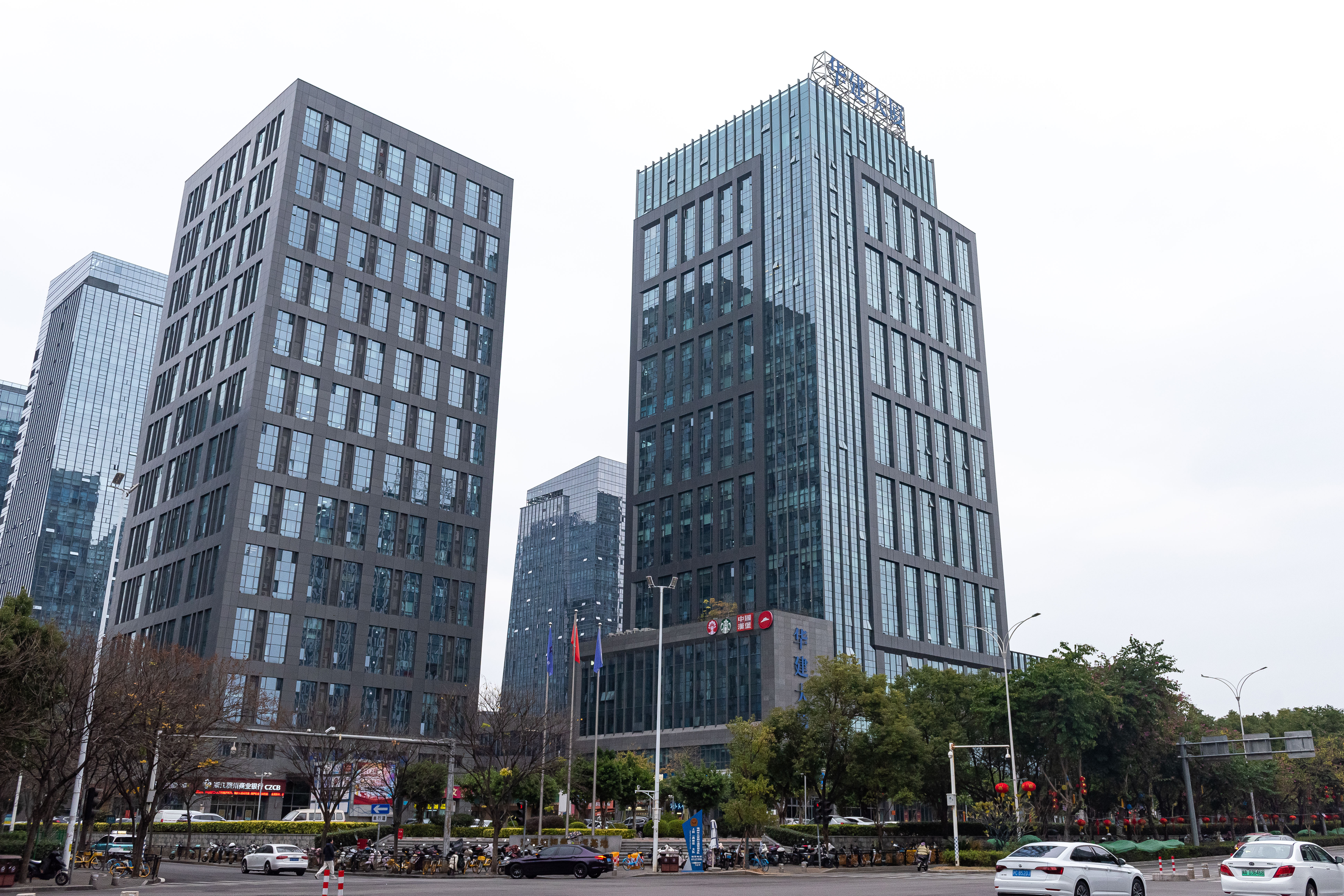
图中右侧建筑为塔斯汀总部所在地：福州华建大厦

塔斯汀在2012年起家于江西，原为主营手工比萨的餐馆。2017年开始推出汉堡包类产品。2018年推出“现烤堡胚”，以取代汉堡包常用的传统黄油面包胚。2021年，开放对外加盟，以连锁经营模式迅速在中国内地二三线城市扩张门店。2022年，塔斯汀在中国内地门店数量仅次于华莱士、肯德基、麦当劳，在中国内地西式快餐品牌中排名第四位。

## 产品

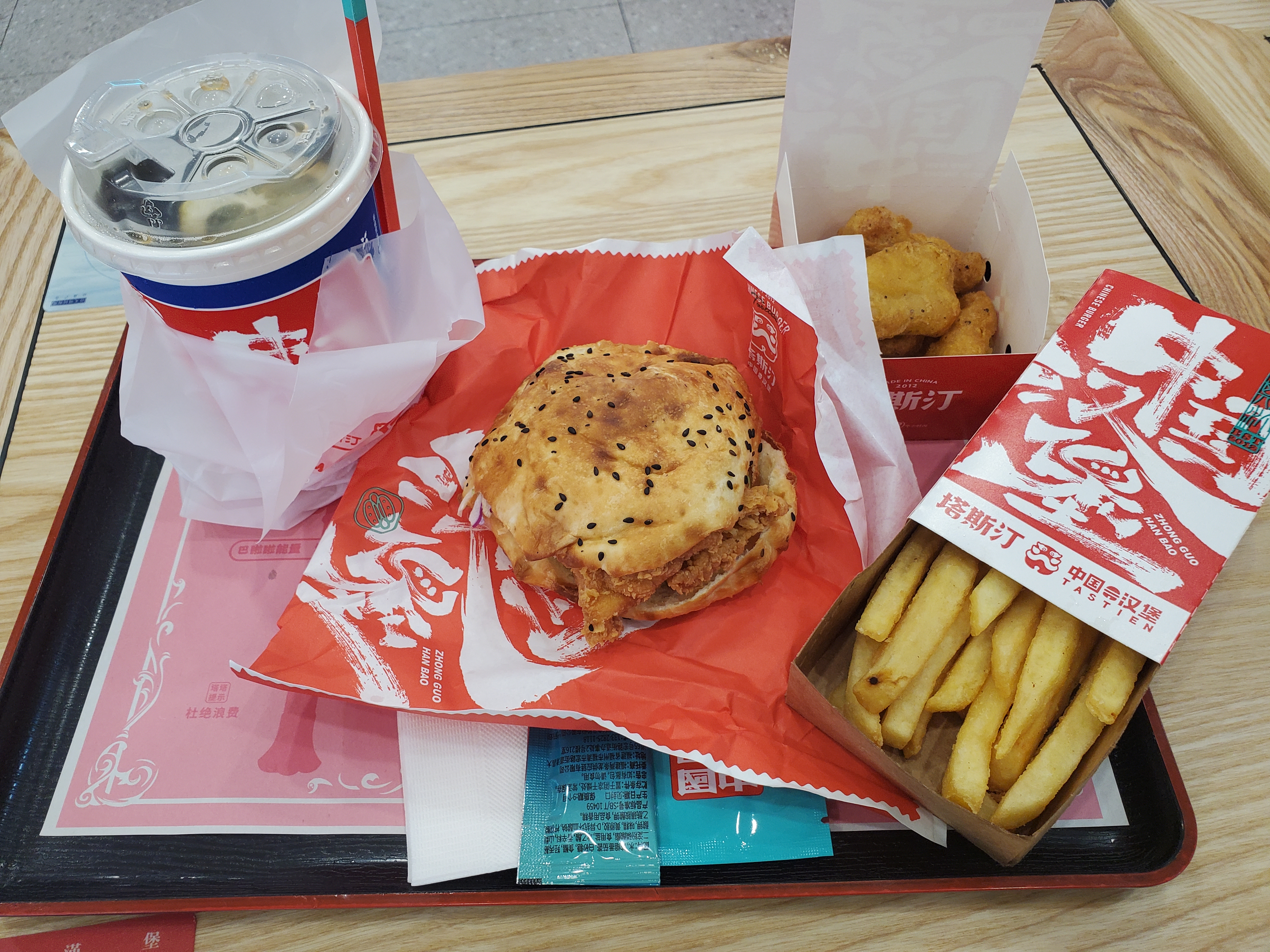
塔斯汀的部分產品，包括漢堡、雞塊、薯條以及可樂

主打产品为以中国传统手工麵点方式制作的汉堡包（其称为“中国汉堡”），面包皮为面团手工擀制、现场烘烤而成，汉堡中使用的馅料，除常见的鸡肉、牛肉外，多为麻婆豆腐、梅菜扣肉、北京烤鸭、辣子鸡、鱼香肉丝等中国菜式改进而成，此外也提供西式快餐店常见的薯条、鸡块等小食和可乐、咖啡等饮品。